# 1988 en journalisme
Cet article présente les faits marquants de l'année 1988 en journalisme.

## Évènements
- 21 janvier : Parution du premier numéro de l'hebdomadaire Politis.
- Création du journal satirique The Onion[1].